# برونینگ، شهرستان جکسون، ویرجینیای غربی
برونینگ (به انگلیسی: Browning) یک منطقهٔ مسکونی در ایالات متحده آمریکا است که در شهرستان جکسون، ویرجینیای غربی واقع شده‌است. برونینگ ۳۴۹٫۰ متر بالاتر از سطح دریا واقع شده‌است.